# 黑额凤鹛
黑额凤鹛（学名：Yuhina nigrimenta）为鶲科凤鹛属的鸟类，俗名黑颏凤鹛。分布于印度、缅甸、老挝、越南以及中国大陆的西藏、四川、湖北、贵州、云南、广西、广东、福建等地，多生活于常绿阔叶林以及树下较高的草丛间及谷间灌丛中。该物种的模式产地在尼泊尔。

## 亚种
- 黑额凤鹛西南亚种（学名：Yuhina nigrimenta intermedia）。分布于缅甸、老挝、越南以及中国大陆的四川、湖北、云南、西藏等地。该物种的模式产地在云南西北部澜沧江流域及怒江和澜沧江间山脉。[2]
- 黑额凤鹛东南亚种（学名：Yuhina nigrimenta pallida），是中国的特有物种。分布于广西、福建等地。该物种的模式产地在福建挂墩。[3]